# Heikki Mälkiä
Heikki Mälkiä, född 7 mars 1958, är en finländsk före detta professionell ishockeyspelare. 

## Klubbar
- SaiPa (1975-1986, 1988-1992)
- JYP Jyväskylä (1986-1988)

## Tränaruppdrag
- SaiPa (1995-1999) huvudcoach
- Ilves (1999-2001) huvudcoach
- Helsingfors IFK (2001-2002) huvudcoach
- Rødovre IK (2002-2003) huvudcoach
- SaiPa (2003-2007) huvudcoach
- Frederikshavn IK (2007-2009) huvudcoach
- Ilves (2009-10) huvudcoach
- Acroni Jesenice (2010-) huvudcoach